# Rudolf-von-Bennigsen-Eiche

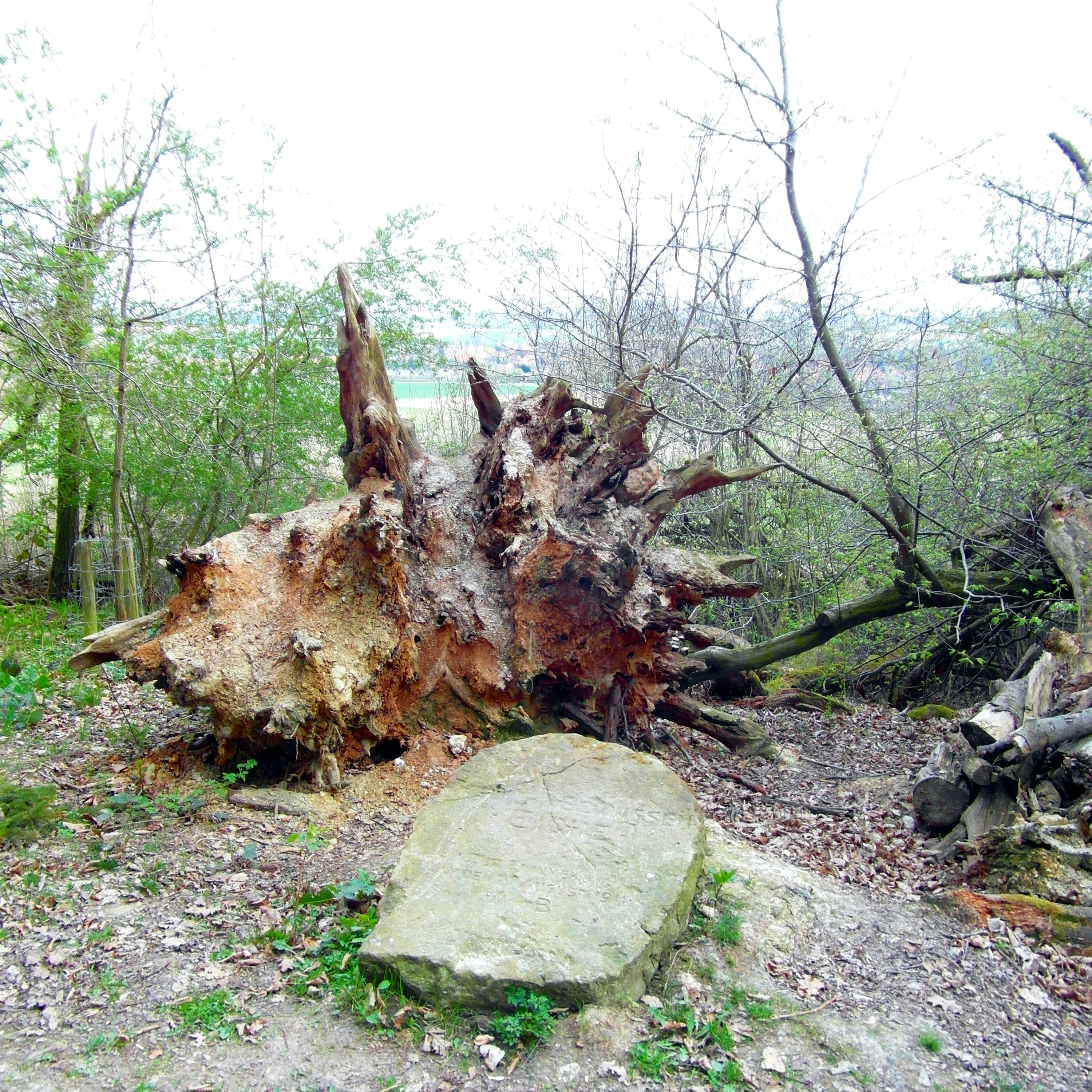
Die gestürzte Rudolf-von-Bennigsen-Eiche

Die Rudolf-von-Bennigsen-Eiche war ein Naturdenkmal im Gebiet des Stadtteils Bennigsen der Stadt Springe in der Region Hannover.
Die über 250 Jahre alte Traubeneiche (Quercus petraea) stand am südlichen Waldrand des Süllberg nördlich von Bennigsen. Der Baum wurde im August 1911 anlässlich der 600-Jahr-Feierlichkeiten derer von Bennigsen nach dem 1902 in Bennigsen verstorbenen Politiker Rudolf von Bennigsen benannt.
Die Rudolf-von-Bennigsen-Eiche war als Naturdenkmal unter der Nummer H 147 „Traubeneiche“ (sog. „von Bennigsen-Eiche“) in der Verordnung über Naturdenkmale in der Region Hannover registriert. Zum 6. April 2007 wurde diese Verordnung für den komplett abgestorbenen und vom Riesenporling befallenen Baum aus Gründen der Verkehrssicherungspflicht aufgehoben.
Der Baum wurde Ende Januar 2013 bei einem Sturm vom Blitz getroffen, stürzte um und zerbrach.
Am Süllberg waren 2015 noch Bruchstücke des Baums sowie der zugehörige Gedenkstein zu finden.